# 南美寬吻鱷
南美寬吻鱷，又名寬吻凱門鱷或南美短吻鼉，是一種分佈在南美洲東部及中部的鱷魚。牠們棲息在巴西東南部、阿根廷北部、烏拉圭、巴拉圭及玻利維亞的淡水沼澤及紅樹林。
南美寬吻鱷的特徵是其寬闊的吻。牠們主要呈橄欖綠色，但亦有一些會按氣候而有所不同。牠們主要吃細小的無脊椎動物，也可以破開龜及蝸牛的硬殼。牠們受到失去棲息地及非法捕獵的威脅。